# Recenzní řízení

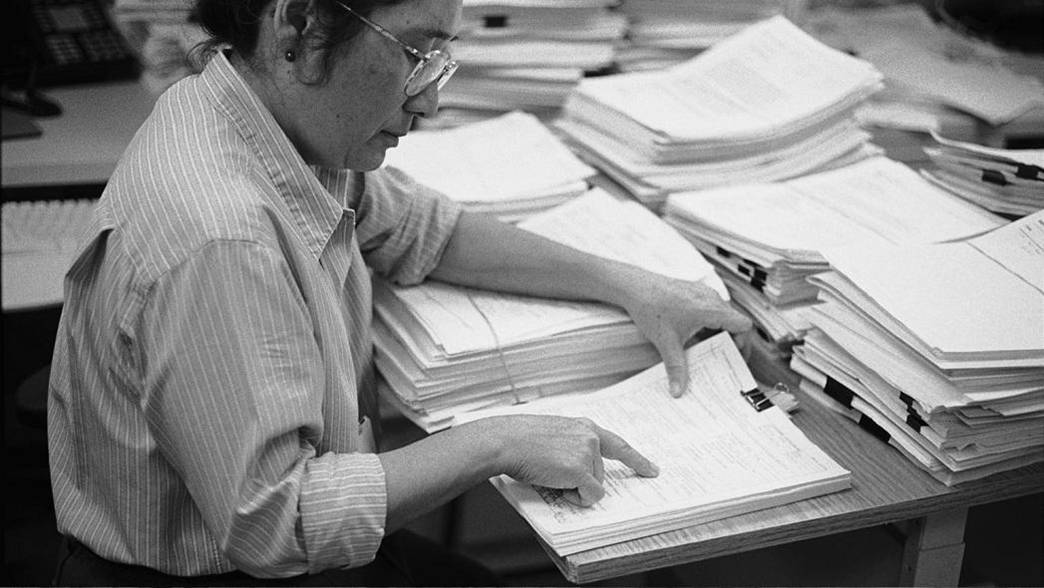
Recenzent na National Institutes of Health hodnotí návrh na přidělení grantu.

Recenzní řízení (jinak také recenze či posouzení, anglicky peer review) je proces hodnocení autorovy vědecké práce, výzkumu nebo myšlenky jinými lidmi, kteří jsou experti ve stejné oblasti.
Za průkopníka peer review se pokládá William Whewell, který ho navrhl již roku 1831. Proces peer review se pak objevil v lékařství[zdroj?] a od poloviny 20. století pronikl i do ostatních vědeckých disciplín. Časopis Nature zavedl peer review roku 1967. V 70. letech pak začal pojem peer review stoupat. Impakt faktor institucionálně přidělený časopisu od té doby hraje určující roli, který časopis je uznáván.
Peer review vyžaduje komunitu expertů v dané (a často úzce definované) oblasti, kteří jsou kvalifikováni a schopni nestranného přezkoumávání, které tradičně probíhá anonymně. Tím připomíná cechovní publikační model. Nestranný přezkum, zvlášť u práce, která je šířeji definována nebo patří do více oborů, může být obtížné zajistit. Významnost (dobrá či špatná) myšlenky nebývá vždy současníky široce oceněna. Přestože se peer review považuje za zásadní pro akademickou kvalitu, bývá kritizována jako neefektivní a pomalá (viz anonymní peer review a méně častá otevřená peer review). Odhaduje se, že polovinu recenzovaných článků nikdo další nečte. Publikované články se stanou vlivnými nikoli pro svou exaktnost, ale pro působivý vypravěčský styl. Avšak výsledky výzkumu, které nelze nezávisle zopakovat, jsou zajímavější a citovanější. Také existence autorit omezuje publikování. Publikační předsudky mohou utvrzovat falešné výsledky. Zhruba polovina je také chybných z hlediska způsobu vědecké práce, čemuž peer review nezabrání. Na jednoznačné chyby v publikovaných pracích (i prestižních časopisů) proces následně reaguje pomalu nebo vůbec ne. Může tak vzniknout vědecký mýtus, který se udrží na dlouhou dobu. Existuje i kritika zpochybňující celý proces z důvodů ideologických či kulturních (neokolonialismus či akademický imperialismus). Procesem posouzení projdou i počítačem vygenerované texty. Samotný peer-review proces je náchylný ke zkreslení v důsledku různých sociálně-psychologických efektů, jako jsou například Dunningův–Krugerův efekt nebo komnata ozvěn. Jeden posouzený článek vyjde v přepočtu na milióny korun. Vydavatelství se stále více monopolizuje a určuje obsah. Nicméně internet již umožňuje otevřený přístup, včetně neanonymních posuzovatelů a menšího vlivu šéfredaktora.
Anglické slovo „peer“ vyjadřuje odbornou rovnocennost posuzovatele s autorem. Cílem peer review je zlepšit práci (pokud to jde), nikoli ji v případě nevyhovujícího stavu pouze zamítnout.